# Lars Rønningen
Lars Rønningen (* 24. listopadu 1965 Oslo, Norsko) je bývalý norský reprezentant v zápase, specialista na zápas řecko-římský. Třikrát reprezentoval Norsko na letních olympijských hrách, vždy v kategorii do 48 kg. V roce 1984 v Los Angeles skončil na osmém místě, v roce 1988 v Soulu vypadl ve třetím kole a v roce 1992 v Barceloně skončil sedmý.
V roce 1989 vybojoval stříbro a v roce 1987 bronz na mistrovství světa. V roce 1988 a 1992 vybojoval zlato na mistrovství Evropy.
Jeho bratr Jon byl také norským reprezentantem v zápasu a na žíněnkách vybojoval dvě olympijská zlata.